# 송림초등학교 (충남)
송림초등학교는 대한민국 충청남도 서천군에 있는 공립 초등학교이다.

## 학교 연혁
- 1971.03.01 장항중앙국민학교 송림분교 인가
- 1972.03.02 송림국민학교 개교
- 1973.03.01 유부도분교장 인가
- 1984.06.05 병설유치원 개원
- 1996.03.01 송림초등학교로 교명 변경
- 2025.03.01 서남초등학교 통합

## 참고 자료
- 송림초등학교 - 한국교육학술정보원 학교알리미